# 캐서린 크레이그

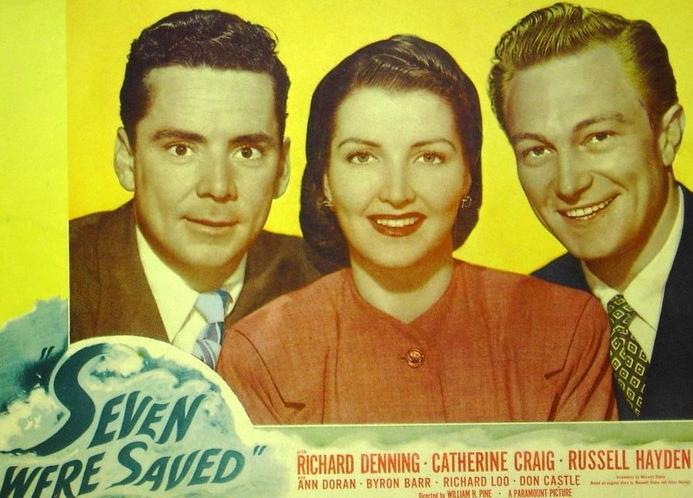

캐서린 크레이그(Catherine Jewel Feltus, 1915년 1월 18일 ~ 2004년 1월 14일)는 미국의 배우, 영화배우이다.
블루밍턴에서 태어났으며 샌타바버라에서 사망하였다.

## 영화
- 버라이어티 걸 (1947년)
- Monsieur Beaucaire (1946년)
- 마사 아이버스의 위험한 사랑 (1946년)
- 스토크 클럽 (1945년)
- 러브 레터 (1945년)
- 히어 컴 더 웨이브스 (1944년)
- 사랑의 서광 (1944년)
- 루이지아나 퍼처스 (1941년)
- 라스베가스 나이츠 (1941년)